# Franquicia de Carry On en la pantalla y en el escenario
Carry On es una franquicia de origen británico que cuenta con una variedad de películas cómicas, presentaciones teatrales y programas de televisión que se produjeron entre 1958 y 1992. Distribuidas por Anglo-Amalgamated desde 1958 hasta 1966, y la Rank Organisation desde 1967 hasta 1978, todas las películas se realizaron en Pinewood Studios. El humor de la serie dependía en gran medida de insinuaciones y el doble sentido. Hubo treinta y un películas, cuatro especiales navideños de televisión, una serie de televisión de trece episodios y tres presentaciones de teatro en el West End y en provincias;todas realizadas a tiempo y con un presupuesto estricto.
Peter Rogers y Gerald Thomas fueron respectivamente los únicos productores y directores de la serie. Emplearon principalmente al mismo equipo y a un grupo regular de actores. El reparto principal incluía predominantemente a Sid James, Kenneth Williams, Charles Hawtrey, Joan Sims, Kenneth Connor, Peter Butterworth, Hattie Jacques, Terry Scott, Bernard Bresslaw, Barbara Windsor, Jack Douglas y Jim Dale. Carry On comprenden el mayor número de películas de cualquier serie británica y, después de las películas de James Bond, son la segunda serie de películas británicas de mayor duración continua (con una pausa de catorce años entre 1978 y 1992). Entre 1958 y 1992, hubo siete escritores, principalmente Norman Hudis (1958-62) y Talbot Rothwell (1963-74). La música de las películas estuvo a cargo de tres compositores diferentes: Bruce Montgomery de 1958 a 1962; Eric Rogers (1963-75, 1977-78) y Max Harris, quien compuso la banda sonora de la película Carry On England en 1976.
En 1969, el canal de televisión británico ITV televisó un especial navideño grabado por Thames Television, titulado Carry On Christmas, fue visto por más de ocho millones de espectadores. Posteriores especiales navideños se grabaron en 1970, 1972 y 1973. En 1975, ATV encargó una serie de televisión de 13 episodios para ITV. Carry On Laughing se emitió durante dos temporadas, con seis episodios de media hora en la primera temporada y siete en la segunda. La escritora Penelope Gilliatt escribió: «La crítica habitual a las películas Carry On es que podrían estar mucho mejor hechas. Esto es bastante cierto. Se ven horribles, parecen editadas con una cortadora de tocino, los efectos son superficiales y el ritmo cómico se mueve como un gato en una mañana fría. Pero si todas estas cosas fueran más elegantes, de verdad no creo que las películas serían más disfrutables: la mala calidad es parte de la gracia».

## Filmografía
| Película No. | Título                       | Año  | Guion                       | Música           | Distribuidor                                            | Costos de producción | Notas |
| ------------ | ---------------------------- | ---- | --------------------------- | ---------------- | ------------------------------------------------------- | -------------------- | --- |
| 1            | Carry On Sergeant            | 1958 | Norman Hudis                | Bruce Montgomery | Anglo Amalgamated Film Distributors                     | £74,000              | Carry On Sergeant se basó en la novela The Bull Boys de R. F. Delderfield, con material adicional de John Antrobus. Fue la única película de la serie en presentar a Bob Monkhouse, quien interpretó el papel principal, con William Hartnell como el sargento titular. La película introdujo a Kenneth Williams, Kenneth Connor, Charles Hawtrey, Hattie Jacques y Terry Scott en la serie. La producción duró de marzo a mayo de 1958 y la película se estrenó en agosto de ese año. Sergeant fue la tercera película de mayor recaudación en la taquilla ese mes. |
| 2            | Carry On Nurse               | 1959 | Norman Hudis                | Bruce Montgomer  | Anglo Amalgamated Film Distributors                     | £71,000              | Carry On Nurse se basó en la obra Ring For Catty de Patrick Cargill y Jack Beal, y fue la primera película de la serie en protagonizar a Joan Sims. Se convirtió en la película más comercialmente exitosa de la serie. La crítica de cine Dilys Powell pensó que Nurse era «un soplo de aire fresco de buena diversión vulgar y de music hall, sin una trama conectada de la que hablar y, en su serie de incidentes cómicos o farsescos, tiene algunas actuaciones que son excelentes». La producción comenzó en noviembre de 1958 y terminó al mes siguiente. La película se estrenó en marzo de 1959. |
| 3            | Carry On Teacher             | 1959 | Norman Hudis                | Bruce Montgomer  | Anglo Amalgamated Film Distributors                     | £78,000              | Carry On Teacher protagonizó al popular comediante de radio Ted Ray, quien fue elegido debido a su éxito en la radio durante y después de la Segunda Guerra Mundial. Ray, que en ese momento tenía un contrato con ABC Films, demostró ser popular entre el público de la película en su estreno general y, como resultado, Peter Rogers planeó incluirlo en futuras películas. Sin embargo, los productores de ABC se enfurecieron por el éxito de Ray para un productor rival y exigieron que dejara de aparecer en las películas de Carry On. Rogers fue amenazado con acciones legales y se vio obligado a encontrar otro actor principal. |
| 4            | Carry On Constable           | 1960 | Norman Hudis                | Bruce Montgomer  | Anglo Amalgamated Film Distributors                     | £82,000              | La primera de la serie en protagonizar a Sid James, quien apareció en un papel originalmente escrito para Ted Ray, Carry On Constable inicialmente tuvo material adicional proporcionado por John Antrobus y Brock Williams, pero ambos esfuerzos fueron omitidos del guion final. Como inspiración, Norman Hudis trabajó estrechamente con oficiales de la estación de policía de Slough, en el que en ese momento había un brote de influenza. Hudis utilizó la pandemia como base para el guion de la película. La producción comenzó en noviembre de 1959 y terminó al mes siguiente. La película se estrenó en febrero de 1960 y recibió críticas mixtas. Un crítico de cine de Kinematograph Weekly comentó: «No se equivoquen, Carry On Constable atraerá a muchos espectadores», mientras que un corresponsal de The Times pensó que la película tenía «poco que recomendar [...] las buenas ideas son pocas, y hay material aquí para poco más que una modesta serie de sketches televisivos que involucran de manera farsesca a la policía». |
| 5            | Carry On Regardless          | 1961 | Norman Hudis                | Bruce Montgomer  | Anglo Amalgamated Film Distributors                     | £100,000             | Carry On Regardless fue la primera película de la franquicia en no seguir una trama; en cambio, consistió en una serie de secuencias situacionales. De la serie, Regardless tuvo la mayor cantidad de material cortado durante el proceso de edición. Hattie Jacques fue inicialmente solicitada para interpretar un papel principal en la película, pero la enfermedad le impidió hacerlo y se le dio un papel más pequeño como la matrona del hospital a cambio de una tarifa de £100. Regardless tardó siete semanas en realizarse y se estrenó en marzo de 1961. |
| 6            | Carry On Cruising            | 1962 | Norman Hudis                | Bruce Montgomer  | Anglo Amalgamated Film Distributors                     | £140,000             | El guionista Michael Pertwee completó dos guiones titulados Carry On Flying y Carry On Smoking, siendo este último basado en la vida dentro de una estación de bomberos. A Peter Rogers no le entusiasmaba ninguna de las dos ideas, ya que le preocupaba que pudiera ocurrir un desastre potencial involucrando a un avión o un incendio mientras la película estuviera en estreno general. Rogers encargó un nuevo guion a Talbot Rothwell, quien inicialmente completó un borrador para una película con temática de acampar. Una vez más, a Rogers no le entusiasmaba y pidió a Norman Hudis que adaptara un guion de una historia corta escrita por Eric Barker, la cual se basaba en un grupo de vacacionistas en un crucero por el Mediterráneo. El guion de camping de Rothwell se archivó y se usó cinco años después para Carry On Camping. La filmación de Cruising comenzó el 8 de enero de 1962 y duró dos meses. Fue la primera película de la franquicia en ser filmada en color y se estrenó en abril de 1962.                         |
| 7            | Carry On Cabby               | 1963 | Talbot Rothwell             | Eric Rogers      | Anglo Amalgamated Film Distributors                     | £149,986             | Carry On Cabby marcó el regreso al formato en blanco y negro y fue la primera película de la serie en protagonizar a Jim Dale. La película se basó en una obra de teatro de Dick Hills y Sid Green llamada Call Me a Cab y se pensó titularla así hasta la mitad de la producción, cuando se convirtió en parte de la serie. El título Call Me a Cab se mantuvo como nombre alternativo para la película. Cabby es la primera película de la serie escrita por Talbot Rothwell, quien tardó dos semanas en completar el guion. Charles Hawtrey tuvo que aprender a conducir en una semana y aprobó su examen de manejo el día antes de que comenzara el rodaje en marzo de 1963. La filmación duró poco más de dos meses, y la película se estrenó seis meses después. |
| 8            | Carry On Jack                | 1964 | Talbot Rothwell             | Eric Rogers      | Anglo Amalgamated Film Distributors                     | £152,000             | La segunda película de Carry On en ser filmada en color fue Carry On Jack, la cual originalmente se pensó como una película separada de la serie; durante la preproducción, tenía el título Up the Armada. Sin embargo, el título fue rechazado por la Agencia Británica de Clasificación de Películas por ser demasiado grosero, y Peter Rogers la nombró como parte de la franquicia. Jack fue la primera película en estar ambientada en una época y tenía el título provisional de Carry On Mate. Juliet Mills fue elegida, habiendo aparecido previamente en dos de las películas anteriores de Rogers y Thomas: Twice Round the Daffodils (1962) y Nurse on Wheels (1963). La producción comenzó en septiembre de 1963 y terminó al mes siguiente. Jack se estrenó en febrero de 1964. |
| 9            | Carry On Spying              | 1964 | Talbot Rothwell; Sid Colin  | Eric Rogers      | Anglo Amalgamated Film Distributors                     | £148,000             | Carry On Spying fue la última película de la franquicia en ser filmada en blanco y negro, y la primera en protagonizar a Barbara Windsor. Spying fue una parodia intencionada de la exitosa serie de películas de James Bond. Peter Rogers registró el título Carry On Spying en 1962 a raíz del éxito que la primera película de James Bond, Dr. No, había logrado ese mismo año. Insatisfecho con un guion inicial de Norman Hudis, Rogers encargó a Rothwell y Sid Colin que escribieran el guion en su lugar. Rogers fue amenazado con acciones legales por los productores de Bond Albert R. Broccoli y Harry Saltzman durante la producción de Spying, ya que el personaje interpretado por Charles Hawtrey se llamaba James Bind; el nombre del personaje se cambió a Charlie Bind como resultado. La producción de Spying comenzó en febrero de 1964 y terminó al mes siguiente. Se estrenó en junio de ese año. |
| 10           | Carry On Cleo                | 1964 | Talbot Rothwell             | Eric Rogers      | Anglo Amalgamated Film Distributors                     | £194,323             | «Es la más suntuosa de todas las diez comedias Carry On. No la más divertida, pero aún muy graciosa en partes y mucho más risible que los esfuerzos más ambiciosos del equipo Taylor-Burton-Harrison», fue la respuesta del Daily Mail a Carry On Cleo en su estreno general en noviembre de 1964. Cleo se hizo poco después de la película Cleopatra (1963) de Hollywood y utilizó muchos de los decorados y disfraces abandonados de esta última. La filmación comenzó en julio y terminó en agosto de 1964. Se estrenó en octubre de ese mismo año. |
| 11           | Carry On Cowboy              | 1965 | Talbot Rothwell             | Eric Rogers      | Anglo Amalgamated Film Distributors                     | £195,000             | Carry On Cowboy fue la primera película de la serie en la que actuaron Peter Butterworth y Bernard Bresslaw. La película también contó con un cameo del compositor de la serie, Eric Rogers, como el líder de la banda en el bar del salón. La producción comenzó en julio y terminó en septiembre de 1965. Cowboy se estrenó en noviembre de ese año. |
| 12           | Carry On Screaming!          | 1966 | Talbot Rothwell             | Eric Rogers      | Anglo Amalgamated Film Distributors                     | £197,500             | Sid James, quien se estaba recuperando de un infarto, fue reemplazado por Harry H. Corbett en el papel principal. Con una duración de 98 minutos, Carry On Screaming! fue la película más larga de la franquicia. La distintiva música de apertura se lanzó en vinilo a 45 rpm en 1966. Fue cantada por el vocalista Boz Burrell, aunque la versión utilizada en la película (y acreditada a 'Anon') fue en realidad interpretada por el cantante de sesiones de Embassy Records, Ray Pilgrim. |
| 13           | Don't Lose Your Head         | 1967 | Talbot Rothwell             | Eric Rogers      | Rank Organisation                                       | £200,000             | En 1966, Anglo Amalgamated Film Distributors Ltd nombró a Nat Cohen como su nuevo director gerente. Cohen detestaba intensamente la franquicia de Carry On, lo que obligó a Peter Rogers a hacer un trato con Rank Organisation en su lugar. El trato se confirmó en pocos días con la condición de que se omitiera el prefijo Carry On debido a su estrecha asociación con Anglo Amalgamated. Rogers culpó a la baja recaudación en taquilla tanto de Don't Lose Your Head como de la siguiente película Follow That Camel al cambio de título. Durante el estreno general, el prefijo Carry On se agregó de nuevo y las películas recibieron un lanzamiento extendido. La reinstalación resultó en un aumento de la recaudación, lo que hizo que Rank Organisation cediera y permitiera que el título Carry On se reinstalara oficialmente para la película de 1967, Carry On Doctor. |
| 14           | Follow That Camel            | 1967 | Talbot Rothwell             | Eric Rogers      | Rank Organisation                                       | £288,366             | Basada libremente en la novela de aventuras Beau Geste de P.C. Wren, Peter Rogers decidió contratar a Phil Silvers en lugar de Sid James, quien había sufrido otro ataque al corazón menor unos meses antes de que comenzara la producción. A Silvers le pagaron una tarifa total de £40,000, la más alta de cualquier actor en la historia de la serie. |
| 15           | Carry On Doctor              | 1967 | Talbot Rothwell             | Eric Rogers      | Rank Organisation                                       | £214,000             | Carry On Doctor fue la primera película de la franquicia con temática médica en ocho años, y fue la primera de dos películas de Carry On en tener como protagonista al comediante Frankie Howerd. También iba a ser la última película de la serie según Peter Rogers. Joan Sims fue originalmente solicitada para interpretar el papel de «matrona» después de su éxito anterior interpretando un papel similar en Doctor in Clover, pero el papel finalmente fue para Hattie Jacques. Con el prefijo Carry On aún siendo un título desfavorable entre los productores de Rank, Rothwell inicialmente tituló el guion Nurse Carries on Again. Doctor también fue la primera de cuatro películas de Carry On en tener ilustraciones en los créditos de apertura, las cuales fueron realizadas por Larry, un ilustrador de Punch. La producción comenzó en septiembre de 1967 y terminó al mes siguiente. Doctor se estrenó en diciembre de ese año. |
| 16           | Carry On Up the Khyber       | 1968 | Talbot Rothwell             | Eric Rogers      | Rank Organisation                                       | £260,000             | Filmada en locaciones en Snowdonia, Gales del Norte, Carry On...Up the Khyber fue la única película de la franquicia en aventurarse fuera de Inglaterra para la filmación. Up the Khyber fue votada en el puesto 99 en la encuesta del British Film Institute como una de las 100 mejores películas jamás hechas. A pesar del ajustado programa de filmación de dos meses, se tardaron tres días en completar la escena final de la cena. La filmación comenzó en marzo y terminó en mayo de 1968, y la película se estrenó en agosto de 1968. |
| 17           | Carry On Camping             | 1969 | Talbot Rothwell             | Eric Rogers      | Rank Organisation                                       | £208,354             | Carry On Camping fue número uno en la taquilla de 1969 y se hizo infame por la secuencia en la que el sujetador de Barbara Windsor se soltó durante los ejercicios matutinos. Esta escena fue tan atrevida que Irlanda prohibió la película en su estreno doméstico. Camping se filmó entre octubre y noviembre de 1968 y tuvo su estreno el 3 de julio de 1969. |
| 18           | Carry On Again Doctor        | 1969 | Talbot Rothwell             | Eric Rogers      | Rank Organisation                                       | £219,000             | Carry On Again Doctor fue la última película en protagonizar a Jim Dale. Dale insistió en realizar todas sus propias acrobacias para la película y, como resultado, se rompió un brazo. El compositor de la película, Eric Rogers, hace su segunda aparición en pantalla como el trompetista durante la secuencia del baile en el hospital. Again Doctor comenzó a filmarse el 17 de marzo de 1969 y terminó tres semanas después a principios de mayo; se estrenó en agosto de 1969. |
| 19           | Carry On Up the Jungle       | 1970 | Talbot Rothwell             | Eric Rogers      | Rank Organisation                                       | £210,000             | Carry On Up the Jungle tuvo el título de preproducción Carry On Tarzan pero se cambió, ya que el nombre Tarzan era propiedad del patrimonio de Edgar Rice Burroughs. Fue la segunda y última película de la serie en protagonizar a Frankie Howerd, cuyo papel fue originalmente escrito para Kenneth Williams. Up the Jungle comenzó la producción en octubre de 1969 y tomó tres semanas en realizarse. Se estrenó en marzo de 1970. |
| 20           | Carry On Loving              | 1970 | Talbot Rothwell             | Eric Rogers      | Rank Organisation                                       | £215,000             | Talbot Rothwell escribió un guion llamado Carry On Courting pero fue retitulado por Rogers a Carry On Loving. Loving fue una de las películas más baratas en realizarse, pero recaudó una de las mayores ganancias en taquilla. Dick Richards del Daily Mirror pensó que Rothwell «creó algunas situaciones divertidas», mientras que el Daily Express predijo que: «Los amantes de la diversión que han acudido en masa al cine y han hecho que las otras películas tengan tanto éxito, sin duda acudirán en masa a esta». La filmación comenzó en mayo de 1970, terminó en junio y se estrenó en septiembre del mismo año. |
| 21           | Carry On Henry               | 1971 | Talbot Rothwell             | Eric Rogers      | Rank Organisation                                       | £223,000             | Carry On Henry tenía el título de preproducción Anne of a Thousand Lays y, como sugería el título, era una parodia de la película Ana de los mil días (1969) de Richard Burton. Sid James usó el mismo disfraz que Burton en la película anterior. Gerald Thomas logró obtener permiso real para filmar en los terrenos del Castillo de Windsor, lo que fue un primer logro para cualquier película británica. La filmación comenzó en octubre de 1970 y terminó al mes siguiente. Henry se estrenó en febrero de 1971. |
| 22           | Carry On at Your Convenience | 1971 | Talbot Rothwell             | Eric Rogers      | Rank Organisation                                       | £220,000             | Carry On at Your Convenience fue conocida como Carry On Round the Bend fuera del Reino Unido y fue la primera pérdida en taquilla de la franquicia. El fracaso se atribuyó al tema político de la película sobre el movimiento sindical, ya que retrataba a los activistas sindicales como alborotadores incompetentes. No se obtuvo una ganancia con la película hasta 1976, después de varias ventas internacionales y de televisión. Esta fue la primera de dos películas de la franquicia en tener como protagonista a Kenneth Cope. |
| 23           | Carry On Matron              | 1972 | Talbot Rothwell             | Eric Rogers      | Rank Organisation                                       | £224,995             | Carry On Matron fue la última película de la serie con temática médica. Al principio, Norman Hudis fue solicitado para producir un guion para lo que sería la 23ª película de la serie Carry On. Sin embargo, debido a su membresía en el Sindicato de Guionistas de Estados Unidos, surgieron dificultades y el contrato nunca se firmó. Matron entró en producción en octubre de 1971 y fue la primera película de la serie en presentar a Jack Douglas, a quien le pagaron £25 por su papel y el cual le llevó un día de grabación. La filmación terminó en noviembre de 1971 y Matron se estrenó en mayo de 1972. |
| 24           | Carry On Abroad              | 1972 | Talbot Rothwell             | Eric Rogers      | Rank Organisation                                       | £225,000             | La filmación de Carry On Abroad comenzó el 17 de abril de 1972 y fue la última en tener como protagonista a Charles Hawtrey. Filmada completamente en Inglaterra, Abroad se completó en un mes y se estrenó en diciembre de 1972. Contó con el mayor número de actores regulares de la franquicia, con solo Jim Dale y Terry Scott ausentes del elenco principal. |
| 25           | Carry On Girls               | 1973 | Talbot Rothwell             | Eric Rogers      | Rank Organisation                                       | £205,962             | Carry On Girls tuvo un programa de filmación de seis semanas que comenzó el 16 de abril de 1973 en locaciones de Brighton. Gerald Thomas estaba ansioso por contratar a Kenneth Williams, pero Williams rechazó el papel debido a compromisos teatrales. Para acomodarlo, Thomas redujo el papel para atraer a Williams a unirse al elenco, pero él nuevamente se negó. El papel luego fue para el comediante escocés Jimmy Logan en lo que sería su segundo compromiso con Carry On. Girls se estrenó en noviembre de 1973. |
| 26           | Carry On Dick                | 1974 | Talbot Rothwell             | Eric Rogers      | Rank Organisation                                       | £245,000             | En 1974, Talbot Rothwell no estaba seguro de renovar su contrato con Peter Rogers, lo que obligó a Rogers a contratar a los escritores Lawrie Wyman y George Evans para producir un guion en su lugar. Sin embargo, Rothwell decidió aceptar el contrato en el último minuto y Wyman y Evans fueron descartados. El argumento de Wyman y Evans fue reconocido en los créditos como «Basado en un tratamiento de Lawrie Wyman y George Evans». Debido a la presión de producir un guion de calidad en un tiempo limitado, Rothwell se vio obligado a retirarse a mitad del borrador del guion después de sufrir un ataque de agotamiento nervioso. Carry On Dick fue su última película para la serie y también la última para Sid James y Hattie Jacques.Dick comenzó a filmarse en marzo de 1974, terminó un mes después y se estrenó en julio de ese mismo año. |
| 27           | Carry On Behind              | 1975 | Dave Freeman                | Eric Rogers      | Rank Organisation                                       | £217,000             | Talbot Rothwell estaba ocupado con otros compromisos de escritura cuando Rogers lo contactó para otra película de vacaciones de Carry On, por lo que Dave Freeman fue contratado para completar el guion de lo que se convertiría en la 27ª película de la franquicia. La modelo alemana Elke Sommer fue contratada por una tarifa de £30,000 para interpretar a la experta romana Anna Vooshka. Carry On Behind fue la última película en contar como protagonistas a Bernard Bresslaw y Patsy Rowlands. La filmación comenzó en marzo de 1975 y duró un mes. Behind se estrenó en diciembre de 1975. |
| 28           | Carry On England             | 1976 | David Pursall; Jack Seddon  | Max Harris       | Rank Organisation                                       | £250,000             | Carry On England se planeó originalmente como un episodio de televisión para la serie Carry On Laughing (1975), pero los escritores David Pursell y Jack Seddon fueron solicitados para adaptar su guion –The Busting of Balsy– en una película en su lugar. England fue la única película de la serie parcialmente financiada tanto por Peter Rogers como por Gerald Thomas, dado que Rank se negó a pagar el monto completo. England contó con Patrick Mower en lugar de Sid James, quien había fallecido un mes antes de que comenzara la filmación en mayo de 1976. La película tardó un mes en realizarse y se estrenó en octubre de 1976. Debido a la desnudez parcial y el uso de la palabra Fokker, se lanzó con la clasificación 'AA' que excluía a cualquier persona menor de 14 años, antes de que se cortaran las escenas y la película pasara con una clasificación 'A', que había sido común en toda la serie. |
| 29           | That's Carry On!             | 1977 | Tony Church                 | Eric Rogers      | Rank Organisation                                       | £30,000              | That's Carry On! fue una película recopilatoria presentada por Kenneth Williams y Barbara Windsor. Fue la décima y última aparición de Windsor en la serie. La idea para la película se inspiró en la popular película recopilatoria That's Entertainment! (1974) realizada por Metro-Goldwyn-Mayer. That's Carry On! fue coproducida por EMI y fue un fracaso en taquilla. |
| 30           | Carry On Emmannuelle         | 1978 | Lance Peters                | Eric Rogers      | Rank Organisation y Corporación cinematográfica Hemdale | £320,000             | Con Rank habiéndose retirado de la serie por completo el año anterior, Peter Rogers fue contactado por la empresa de inversión privada Cleves Investments, que invirtió £349,000 en la nueva producción. Rogers estaba ansioso por capitalizar la popularidad de la serie Confessions of... que se había vuelto popular entre el público del cine británico, por lo que contrató al autor australiano Lance Peters, un escritor destacado de comedias sexuales australianas, para producir un guion. Emmannuelle marcó el final de una era; no solo fue la última película durante catorce años, sino que también fue la última película de la serie en protagonizar a Peter Butterworth, Kenneth Williams, Kenneth Connor y Joan Sims. Carry On Emmannuelle comenzó a filmarse en abril de 1978, terminó al mes siguiente y se estrenó en noviembre de ese mismo año. Debido a la naturaleza sexual aumentada de la película, se le otorgó una clasificación 'AA' en el Reino Unido, que excluía a cualquier persona menor de 14 años.                |
| 31           | Carry On Columbus            | 1992 | Dave Freeman; John Antrobus | John Du Prez     | Island World                                            | £2,500,000           | Diseñada y producida por John Goldstone, Columbus fue la película más cara de la franquicia de Carry On. Contó con el respaldo financiero de Twentieth Century Fox Film Corporation y comenzó a filmarse en abril de 1992. Para permitir que el lanzamiento coincidiera con el 500º aniversario del viaje de Cristóbal Colón a América, Rogers encargó a Dave Freeman que produjera un guion en tiempo récord. Se contrató a una nueva generación de actores de comedia, incluyendo a Rik Mayall, Keith Allen, Alexei Sayle y Julian Clary. Jim Dale regresó para liderar el elenco y Jack Douglas apareció en un pequeño papel. A Frankie Howerd se le pidió que actuara, pero falleció dos días antes del inicio de la filmación. |

## Televisión
| Título                                               | Fecha                   | Duración   | Guion                         | Elenco |
| ---------------------------------------------------- | ----------------------- | ---------- | ----------------------------- | --- |
| Carry On Christmas                                   | 24 de diciembre de 1969 | 50 minutos | Talbot Rothwell               | Sid James, Terry Scott, Charles Hawtrey, Hattie Jacques, Barbara Windsor, Bernard Bresslaw, Peter Butterworth y Frankie Howerd                          |
| Carry On Again Christmas                             | 24 de diciembre de 1970 | 50 minutos | Dave Freeman; Sid Colin       | Sid James, Terry Scott, Charles Hawtrey, Kenneth Connor, Bernard Bresslaw, Bob Todd, Wendy Richard yBarbara Windsor                                     |
| Carry On Christmas (Or Carry On Stuffing)            | 20 de diciembre de 1972 | 50 minutos | Talbot Rothwell; Dave Freeman | Hattie Jacques, Joan Sims, Barbara Windsor, Kenneth Connor, Peter Butterworth, Norman Rossington, Jack Douglas, Brian Oulton y Valerie Leon             |
| What a Carry On!                                     | 4 de octubre de 1973    | 50 minutos | Archive footage only          | Sid James, Barbara Windsor, Kenneth Connor, Peter Butterworth, Bernard Bresslaw y Jack Douglas                                                          |
| Carry On Christmas                                   | 24 de diciembre de 1973 | 50 minutos | Talbot Rothwell               | Sid James, Joan Sims, Barbara Windsor, Kenneth Connor, Peter Butterworth, Bernard Bresslaw y Julian Holloway                                            |
| Carry On Laughing: The Prisoner of Spenda            | 4 de enero de 1975      | 21 minutos | Dave Freeman                  | Sid James, Barbara Windsor, Peter Butterworth, Joan Sims, Kenneth Connor, Jack Douglas, David Lodge yRonnie Brody                                       |
| Carry On Laughing: The Baron Outlook                 | 11 de enero de 1975     | 24 minutos | Dave Freeman                  | Sid James, Joan Sims, Barbara Windsor, Kenneth Connor, Peter Butterworth, Diane Langton y David Lodge                                                   |
| Carry On Laughing: The Sobbing Cavalier              | 18 de enero de 1975     | 23 minutos | Dave Freeman                  | Sid James, Jack Douglas, Barbara Windsor, Joan Sims, Peter Butterworth y David Lodge                                                                    |
| Carry On Laughing: Orgy and Bess                     | 25 de enero de 1975     | 23 minutos | Barry Cryer; Dick Vosburgh    | Sid James, Kenneth Connor, Barbara Windsor, Hattie Jacques y Jack Douglas                                                                               |
| Carry On Laughing: One in the Eye for Harold         | 1 de febrero de 1975    | 24 minutos | Lew Schwarz                   | Jack Douglas, Kenneth Connor, Joan Sims, Diane Langton, David Lodge yNorman Chappell                                                                    |
| Carry On Laughing: The Nine Old Cobblers             | 8 de febrero de 1975    | 24 minutos | Dave Freeman                  | Jack Douglas, Kenneth Connor, Joan Sims, Barbara Windsor y David Lodge                                                                                  |
| Carry On Laughing: Under the Round Table             | 26 de octubre de 1975   | 25 minutos | Lew Schwarz                   | Kenneth Connor, Joan Sims, Peter Butterworth, Bernard Bresslaw, Jack Douglas, Oscar James, Victor Maddern, Norman Chappell, Ronnie Brody y Brian Capron |
| Carry On Laughing: The Case of the Screaming Winkles | 2 de noviembre de 1975  | 24 minutos | Dave Freeman                  | Jack Douglas, Kenneth Connor, Joan Sims, Peter Butterworth y David Lodge                                                                                |
| Carry On Laughing: And in My Lady's Chamber          | 9 de noviembre de 1975  | 25 minutos | Lew Schwarz                   | Kenneth Connor, Joan Sims, Peter Butterworth, Bernard Bresslaw, Jack Douglas, Sherrie Hewson, Andrew Ray y Carol Hawkins                                |
| Carry On Laughing: Short Knight, Long Daze           | 16 de noviembre de 1975 | 24 minutos | Lew Schwarz                   | Kenneth Connor, Barbara Windsor, Joan Sims, Peter Butterworth, Bernard Bresslaw, Jack Douglas, Norman Chappell y Brian Capron                           |
| Carry On Laughing: The Case of the Coughing Parrot   | 23 de noviembre de 1975 | 24 minutos | Dave Freeman                  | Jack Douglas, Kenneth Connor, Joan Sims, David Lodge, Sherrie Hewson, Peter Butterworth, Norman Chappell y Johnny Briggs                                |
| Carry On Laughing: Who Needs Kitchener?              | 30 de noviembre de 1975 | 25 minutos | Lew Schwarz                   | Kenneth Connor, Barbara Windsor, Jack Douglas, Joan Sims, Bernard Bresslaw, Andrew Ray, Sherrie Hewson y Carol Hawkins                                  |
| Carry On Laughing: Lamp Posts of the Empire          | 7 de diciembre de 1975  | 24 minutos | Lew Schwarz                   | Barbara Windsor, Kenneth Connor, Jack Douglas, Bernard Bresslaw, Peter Butterworth, Oscar James, Norman Chappell y Michael Nightingale                  |
| Christmas Classics                                   | 22 de diciembre de 1983 | 24 minutos | Talbot Rothwell; Dave Freeman | Kenneth Williams y Barbara Windsor |

## Presentaciones de teatro
| Título                                  | Fecha                                      | Teatro                           | Escrito por                                  | Elenco                                                                                         | Ref.    |
| --------------------------------------- | ------------------------------------------ | -------------------------------- | -------------------------------------------- | ---------------------------------------------------------------------------------------------- | ------- |
| Carry On London!                        | 4 de octubre de 1973 – marzo de 1975       | Victoria Palace Theatre, Londres | Talbot Rothwell; Dave Freeman; Eric Merriman | Sid James, Barbara Windsor, Kenneth Connor, Peter Butterworth, Bernard Bresslaw y Jack Douglas | [ 131 ] |
| Carry On Laughing: The Slimming Factory | 16 de junio – septiembre de 1976           | Royal Opera House, Scarborough   | Sam Cree                                     | Liz Fraser, Kenneth Connor, Peter Butterworth, Jack Douglas y Anne Aston                       | [ 132 ] |
| Wot a Carry On in Blackpool             | 22 de mayo de 1992 – 25 de octubre de 1992 | North Pier, Blackpool            | Barry Cryer; Dick Vosburgh                   | Bernard Bresslaw yBarbara Windsor                                                              | [ 133 ] |

## Lectura complementaria
- Bright, Morris; Ross, Robert (2000). Mr Carry On – The Life & Work of Peter Rogers (en inglés). Londres: BBC Books. ISBN 978-0-563-55183-6.
- Davidson, Andy (2012). Carry On Confidential (en inglés). Londres: Miwk. ISBN 978-1-908630-01-8.
- Eastaugh, Kenneth (1978). The Carry On Book (en inglés). Londres: David & Charles. ISBN 978-0-7153-7403-0.
- Hibbin, Sally & Nina (1988). What a Carry On (en inglés). Londres: Hamlyn. ISBN 978-0-600-55819-4.
- Hudis, Norman (2008). No Laughing Matter (en inglés). Londres: Apex. ISBN 978-1-906358-15-0.
- Rigelsford, Adrian (1996). Carry On Laughing: A Celebration (en inglés). Londres: Virgin. ISBN 978-0-7535-0006-4.
- Sheridan, Simon (2011). Keeping the British End Up – Four Decades of Saucy Cinema (en inglés). Londres: Titan Books. ISBN 978-0-85768-279-6.